# Макинтош, Джеймс
Джеймс Макинтош (англ. Sir James Mackintosh, 24 октября 1765 — 30 мая 1832) — шотландский публицист, историк и один из представителей шотландской философской школы, в молодости был медиком, потом адвокатом, служил в Индии, затем был членом парламента и министерства.
В философских воззрениях, опираясь отчасти на Канта, он ратовал против принципов сенсуализма в теории познания и эгоизма — в этике.
Его англ. «Dissertation on the progress of the ethical philosophy chiefly during the XVII and XVIII centuries» (1830) была переведена на фр. «Histoire de la philosophie morale» (1834), так же, как и его статьи по общей истории философии (фр. «M é langes philosophiques de Sir James M.», 1820).
Выдающимся публицистом Макинтош проявился в тщательно обдуманной полемической брошюре: «Vindiciae Galliae» (1791 — единственный достойный ответ на англ. «Reflexions on the French Revolution» Э. Бёрка).
Краткую историю Англии он написал для «Cyclopedia» Ларднера (1830).
После его смерти вышло начало спокойной и беспристрастной англ. «History of the Revolution in England in 1688», излагающей события лишь трех гг. (1685—1688).
Сын Джеймса Макинтоша — Роберт Джеймс Макинтош (англ. Robert James Mackintosh) издал англ. «Memoirs of Sir James Mackintosh’s Life» (Лондон, 1834).
Ср. Essay Маколея о M.

## Quotations
- Vindiciæ Gallicæ
  - Diffused knowledge immortalizes itself.
  - The Commons, faithful to their system, remained in a wise and masterly inactivity.
- Dissertation on Ethical Philosophy.
  - The frivolous work of polished idleness.
  - It is right to be contented with what we have, never with what we are.
- Causes of the Revolution of 1688.
  - Disciplined inaction. Chap. vii.
- Life
  - Tiffin. What?, index.

## Книги
- 1791: Vindiciæ Gallicæ.
- 1831: History of England — contributed to Lardner’s Cabinet Cyclopaedia
- 1830: Dissertation on Ethical Philosophy.
- 1834: Causes of the Revolution of 1688. (begun 1811-2, unfinished, edited by William Wallace after Mackintosh’s death — chiefly known by Macaulay’s essay upon it and by scandal which ensued.)
- 1846: Complete Works